# Goldfinger-Methode
Als Goldfinger-Modell oder Goldfinger-Methode (kurz Goldfinger oder auch Goldfälle) wird eine vom Bundesfinanzhof anerkannte Steuervermeidungsmethode mittels Handels von werthaltigen Gütern, am bekanntesten und namensgebend Gold, genannt. Für das Jahr 2011 wurden Steuereinnahmenminderungen von 300 Millionen Euro durch die Goldfingermethode geschätzt. Durch eine Änderung des Einkommensteuergesetzes (EStG), wirksam ab 24. Dezember 2013, wurde das „Steuerschlupfloch“ geschlossen. In der Folge wurden gegen einige Steuerpflichtige, Steuerberater und Rechtsanwälte Steuerstrafverfahren eingeleitet, darunter ein als Goldfinger-Prozess bekannt gewordenes Verfahren vor dem Landgericht Augsburg, das 2021 mit der Einstellung endete. Der Name Goldfinger geht dabei auf den gleichnamigen James-Bond-Film über einen verbrecherischen Goldhändler zurück.
Obwohl die Gestaltung als Goldfinger-Modell bekannt und benannt wurde, waren andere Edelmetalle, Container, Holz, Kunstgegenstände und Melasse ebenso häufig Gegenstand der grundsätzlich gleichen Gestaltung.

## Funktionsprinzip
Es werden zwei Varianten unterschieden:
- Inlands-Modell: Eine Personengesellschaft mit gewerblichen Einkünften wählt für ihre Besteuerung die Gewinnermittlungsmethode Einnahmen-Überschuss-Rechnung und kauft unter bestimmten Vertragskonditionen Gold an. Die Aufwendungen für die Käufe werden dem einzelnen Gesellschafter als Verlust steuerlich zugerechnet (Transparenzprinzip), der sie mit anderen Einkünften verrechnen kann und so seine Steuerlast senkt. Bei Verkauf des Goldes wird dem Gesellschafter der Gewinn zugerechnet, den er versteuern muss. Liegen An- und Verkauf in verschiedenen Jahren, tritt ein Steuerstundungseffekt ein.
- Auslands-Modell: Diese Variante nutzt zusätzlich den negativen Progressionsvorbehalt aufgrund von Doppelbesteuerungsabkommen (DBA) mit anderen Staaten. Eine Personengesellschaft, die in einem solchen Staat ansässig ist, kauft Gold an. Wegen des DBA kann der Gesellschafter im Ankaufsjahr die ausländischen Verluste mit seinen inländischen Einkünften nicht verrechnen, sie senken aber seinen Einkommensteuersatz, und dies maximal bis auf Null. Im Verkaufsjahr erhöht sich zwar der Steuersatz wieder, was jedoch bei Steuerpflichtigen, die mit ihren übrigen Einkünften bereits den  Höchststeuersatz erreicht haben, ohne Auswirkung bleibt, da der einkommensteuerliche Höchststeuersatz nicht überschritten werden kann. Somit wird eine endgültige Steuerersparnis in Deutschland erreicht.[2][9][10]

Seit 2013 gelten für beide Fallgestaltungen die gesetzlichen Regelungen für Steuerstundungsmodelle, so dass Steuerersparnis auf diese Weise nicht mehr möglich ist.